# Freisbach
Freisbach est une municipalité de la Verbandsgemeinde Lingenfeld, dans l'arrondissement de Germersheim, en Rhénanie-Palatinat, dans l'ouest de l'Allemagne.

## Références

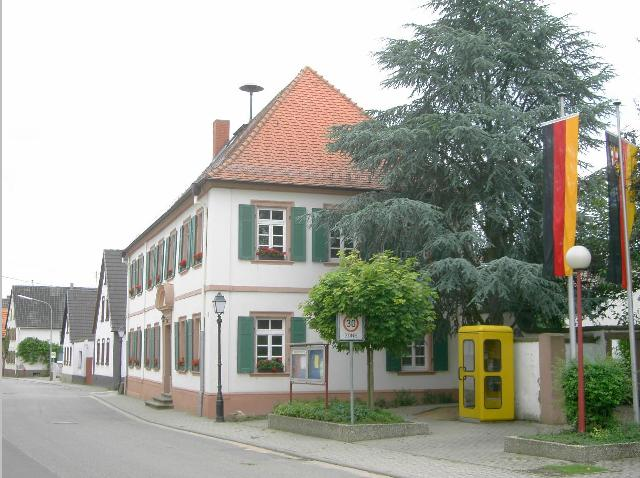
Mairie de Freisbach
Localisation de Freisbach dans la Verbandsgemeide et dans l'arrondissement